# Освіта неперервна
ОСВІТА НЕПЕРЕРВНА  — принцип функціонування освітніх систем в умовах глобалізації. Організація й здійснення освіти на основах послідовності та спадкоємності засвоєння знань, їх постійного вдосконалення й оновлення.

Неперервна освіта передбачає інтеграцію всіх рівнів і видів освіти (дошкільна, шкільна, професійна, постпрофесійна) в цілісну систему, що забезпечує можливість оновлення й поповнення знань протягом усього життя людини. Розробка концепції неперервної освіти передбачає, з одного боку, підпорядкування всіх етапів освіти певній обраній меті, а з іншого боку, можливість корегування цих цілей у процесі навчання за мірою визначення кола інтересів, життєвих планів і вирішення пов'язаних із цим завдань професійного визначення, здобуття певної кваліфікації, підвищення кваліфікації або перекваліфікації. Це дає змогу людині, постійно підвищуючи свій освітній рівень, гнучко пристосовуватися до плинних зовнішніх умов. Розробляючи концепцію неперервної освіти, необхідно враховувати особливості соціальної структури суспільства, сукупність соціальних чинників, економічних і політичних умов тощо.

Метою неперервної освіти є становлення й розвиток особистості як в періоди її фізичного й соціально-психологічного дозрівання, розквіту та стабілізації життєвих сил і здібностей, так і в періоди старіння організму, коли на перший план висувається завдання компенсації функцій і можливостей, що втрачаються. Системотвірним чинником неперервної освіти є суспільна потреба в постійному розвитку особистості кожної людини, зростанні освітнього (загального та професійного) потенціалу особистості. Цим визначається впорядкування безлічі освітніх структур — основних і паралельних, базових і додаткових, державних і громадських, формальних і неформальних. Їх взаємозв'язок і взаємообумовленість, взаємна субординація за рівнями, координація за спрямованістю й призначенням, забезпечення взаємодії між ними перетворюють усю сукупність таких структур на єдину систему. Єдність цілей неперервної освіти як системи та специфічних завдань кожної її ланки органічно поєднується з варіативністю освіти, розмаїттям типів закладів освіти, педагогічних технологій і форм державно-суспільного управління.

Для кожної людини неперервна освіта є процесом формування й задоволення його пізнавальних запитів і духовних потреб, розвитку завдатків і здібностей у мережі державно-суспільних навчальних закладів і самоосвітою. Для держави неперервна освіта є провідною галуззю соціальної політики із забезпечення сприятливих умов загального й професійного розвитку особистості кожної людини. Для суспільства в цілому неперервна освіта є механізмом розширеного відтворення його професійного й культурного потенціалу, умовою розвитку громадського виробництва, прискорення соціально-економічного прогресу країни. Для світової спільноти неперервна освіта є способом збереження, розвитку і взаємозбагачення національних культур і загальнолюдських цінностей, важливим чинником і умовою міжнародної співпраці в освітній галузі та вирішенні глобальних завдань сьогодення (Глоссарий современного образования / Под общей ред. В. И. Астаховой, А. Л. Сидоренко. — X .: Око, 1998. — С. 138; Астахова В. И. Становление новой образовательной парадигмы на рубеже веков // Вчені зап. Харк. гуманіт. ун-ту «Народна українська академія». — Х. : Вид-во НУА, 2004. — Т. 10. — С. 9–25; Топчій Т. В. Інституціоналізація безперервної освіти: факторна обумовленість: Автореф. дис… канд. соціол. наук: 22.00.04. — Х. : Вид-во НУА, 2006. — С. 17; Михайлева Е. Г. Непрерывное образование как фактор развития интеллектуального потенциала украинского общества: Монография / Е. Г. Михайлева, 2005. — 141 с.; Непрерывное образование в контексте образовательных реформ в Украине: монография / [авт. кол.: В. И. Астахова, Е. Г. Михайлева, Е. В. Астахова и др.]; Нар. укр. акад. ; под общ. ред. В. И. Астаховой. — Харьков: Изд–во НУА, 2006. — 299 с.; Непрерывное образование как принцип функционирования современных образовательных систем: (первый опыт становления и развития в Украине): монография / [авт. коллектив: Астахова В. И., Астахова Е. В., Астахов В. В. и др.] ; Нар. укр. акад. ; под общ. ред. В. И. Астаховой. — Харьков: Изд-во НУА, 2011. — 214 с.; Инновационный поиск продолжается… : (из мирового опыта становления непрерывного образования): монография / [авт. кол.: Ануфриева И. Л., Артеменко Л. А., Астахов В. В. и др.] ; Нар. укр.. акад. ; под общ. ред. В. И. Астаховой. — Харьков: Изд-во НУА, 2012. — 238 с.).